# Quartet de corda núm. 11 (Beethoven)
El Quartet de corda núm. 11 en fa menor, op. 95, fou compost per Ludwig van Beethoven entre el mesos de maig i octubre de 1810. Es va publicar l'any 1816 amb una dedicatòria al baró Zmeskall, amic proper de Beethoven des del seva arribada a Viena. L'autor el va titular «Quartetto Serioso».

## Presentació de l'obra
Els primers esbossos del quartet núm. 11 apareixen el maig de 1810, un cop acabada la música d'Egmont. El seu final n'és musicalment molt pròxim. El va compondre un any després del quartet anterior, el núm. 10. En canvi, el Quartet núm. 12 el compondria catorze anys més tard. El Quartetto Serioso és molt particular i sovint es considera que anuncia els últims quartets de Beethoven. El període de composició, a nivell històric, és particularment enterbolit, ja que es produí l'ocupació francesa de Viena i, a nivell personal, van morir dos dels seus mecenes, i també patí el fracàs del projecte de matrimoni amb Thérèse Malfatti.
L'estrena va ser interpretada pel Quartet Schuppanzigh el maig de 1814, conjunt instrumental que en va estrenar uns quants. El quartet fou publicat per Steiner a Viena el desembre de 1816. Dels grans quartets de Beethoven, és el més curt; la seva interpretació dura aproximadament 20 minuts.
Consta de quatre moviments:
1. Allegro con brio, compàs , en fa menor (151 compassos)
2. Allegretto la meva no troppo, compàs 2/4, en re major (192 compassos)
3. Allegro assai perenne ma serioso, compàs 3/4, en fa menor (206 compassos)
4. Larghetto espressivo, compàs 2/4, en fa menor (7 compassos) — Allegretto agitato, compàs de 6/8, en fa menor (125 compassos) — Allegro, compàs , en fa major (43 compassos) - (175 compassos)

## Arranjaments
- Mili Balakirev ha escrit un arranjament per a dos pianos del Quartet núm. 11 i Gustav Mahler n'ha escrit un arranjament per a orquestra de corda.[6]

## Enregistraments discogràfics
- Quartet Busch, 1942 (Sony)
- Quartet Fina Arts, 1965 (Concert Disc)
- Quartet Végh, 1974 (Auvidis-Valois)
- Quartet Alban Berg, 1979 (EMI)
- Quartet Talich, 1980 (Calliope)
- Quartet Takács, 2005 (Decca)
- Quartet Párkányí, 2008 (Praga)
- Quartet de Tòquio, 2009 (Harmonia Mundi)
- Quartet Artemis, 2011 (Virgin Classics)